# Jettingen-Scheppach
Jettingen-Scheppach – gmina targowa w Niemczech, w kraju związkowym Bawaria, w rejencji Szwabia, w regionie Donau-Iller, w powiecie Günzburg. Leży około 15 km na południowy wschód od Günzburga, nad rzeką Mindel, przy linii kolejowej Ulm – Augsburg.

## Demografia
| Rok  | Liczba mieszk. |
| ---- | -------------- |
| 1970 | 5 746          |
| 1987 | 5 744          |
| 2000 | 6 632          |

## Polityka
Wójtem gminy jest Hans Reichhart z CSU, rada gminy składa się z 20 osób.
|      | CSU | FUWG | Jungbürger | SPD | Razem |
| 2008 | 10  | 6    | 4          | –   | 20    |
| 2002 | 10  | 5    | 2          | 3   | 20    |

## Osoby urodzone w Jettingen-Scheppach
- Dominikus Böhm, architekt
- Johann Ernst Eberlin, kompozytor
- Claus Schenk Graf von Stauffenberg, oficer